# Thurl Bailey
Thurl Lee Bailey (Washington, 7 aprile 1961) è un ex cestista statunitense, professionista nella NBA, in Grecia e in Italia.

## Carriera
È stato selezionato dagli Utah Jazz al primo giro del Draft NBA 1983 (7ª scelta assoluta).

## Statistiche

### NBA

#### Regular Season
| Anno      | Squadra            | PG  | PT  | MP   | TC%  | 3P%  | TL%  | RP  | AP  | PRP | SP  | PP   |
| --------- | ------------------ | --- | --- | ---- | ---- | ---- | ---- | --- | --- | --- | --- | ---- |
| 1983-1984 | Utah Jazz          | 81  | 54  | 24,8 | 51,2 | -    | 75,2 | 5,7 | 1,6 | 0,5 | 1,5 | 8,5  |
| 1984-1985 | Utah Jazz          | 80  | 68  | 31,0 | 49,0 | 100  | 84,2 | 6,6 | 1,7 | 0,6 | 1,3 | 15,2 |
| 1985-1986 | Utah Jazz          | 82  | 13  | 28,8 | 44,8 | 0,0  | 83,0 | 6,0 | 1,9 | 0,5 | 1,4 | 14,6 |
| 1986-1987 | Utah Jazz          | 81  | 2   | 26,6 | 44,7 | 0,0  | 80,5 | 5,3 | 1,3 | 0,5 | 1,1 | 13,8 |
| 1987-1988 | Utah Jazz          | 82  | 10  | 34,2 | 49,2 | 33,3 | 82,6 | 6,5 | 1,9 | 0,6 | 1,5 | 19,6 |
| 1988-1989 | Utah Jazz          | 82  | 3   | 33,9 | 48,3 | 40,0 | 82,5 | 5,5 | 1,7 | 0,6 | 1,1 | 19,5 |
| 1989-1990 | Utah Jazz          | 82  | 33  | 31,5 | 48,1 | 0,0  | 77,9 | 5,0 | 1,7 | 0,4 | 1,2 | 14,2 |
| 1990-1991 | Utah Jazz          | 82  | 22  | 30,3 | 45,8 | 0,0  | 80,8 | 5,0 | 1,5 | 0,6 | 1,1 | 12,4 |
| 1991-1992 | Utah Jazz          | 13  | 0   | 25,2 | 38,6 | 0,0  | 80,0 | 6,0 | 1,5 | 0,4 | 1,2 | 9,4  |
| 1991-1992 | Minnesota T'wolves | 71  | 18  | 25,0 | 44,8 | 0,0  | 79,5 | 5,7 | 0,8 | 0,4 | 1,4 | 11,7 |
| 1992-1993 | Minnesota T'wolves | 70  | 3   | 18,2 | 45,5 | -    | 83,8 | 3,1 | 0,9 | 0,3 | 0,7 | 7,5  |
| 1993-1994 | Minnesota T'wolves | 79  | 3   | 16,4 | 51,0 | 0,0  | 79,9 | 2,7 | 0,7 | 0,3 | 0,7 | 7,4  |
| 1998-1999 | Utah Jazz          | 43  | 0   | 12,6 | 44,6 | 0,0  | 73,5 | 2,2 | 0,6 | 0,2 | 0,7 | 4,2  |
| Carriera  | Carriera           | 928 | 229 | 26,8 | 47,3 | 11,4 | 81,2 | 5,1 | 1,4 | 0,5 | 1,2 | 12,8 |

#### Playoffs
| Anno     | Squadra   | PG | PT | MP   | TC%  | 3P% | TL%  | RP  | AP  | PRP | SP  | PP   |
| -------- | --------- | -- | -- | ---- | ---- | --- | ---- | --- | --- | --- | --- | ---- |
| 1984     | Utah Jazz | 11 | -  | 30,9 | 51,5 | 0,0 | 81,0 | 5,5 | 0,9 | 0,2 | 1,0 | 10,6 |
| 1985     | Utah Jazz | 10 | 10 | 37,5 | 40,8 | -   | 81,8 | 9,2 | 2,7 | 0,5 | 1,8 | 16,9 |
| 1986     | Utah Jazz | 4  | 4  | 36,8 | 36,4 | 0,0 | 72,7 | 8,0 | 3,3 | 0,5 | 0,5 | 16,0 |
| 1987     | Utah Jazz | 5  | 0  | 30,2 | 47,6 | -   | 100  | 6,0 | 1,8 | 0,6 | 1,2 | 15,6 |
| 1988     | Utah Jazz | 11 | 0  | 40,8 | 48,8 | 0,0 | 83,8 | 5,7 | 1,6 | 0,5 | 2,1 | 23,2 |
| 1989     | Utah Jazz | 3  | 2  | 40,7 | 35,3 | -   | 80,0 | 8,3 | 1,0 | 0,3 | 1,3 | 12,0 |
| 1990     | Utah Jazz | 5  | 5  | 38,0 | 48,9 | -   | 79,2 | 6,4 | 1,4 | 1,0 | 1,2 | 21,0 |
| 1991     | Utah Jazz | 9  | 0  | 25,3 | 35,9 | -   | 88,0 | 3,6 | 1,0 | 0,3 | 0,7 | 7,6  |
| 1999     | Utah Jazz | 11 | 0  | 10,5 | 51,5 | -   | 75,0 | 1,4 | 0,2 | 0,3 | 0,5 | 3,4  |
| Carriera | Carriera  | 69 | 21 | 30,7 | 44,9 | 0,0 | 83,4 | 5,5 | 1,4 | 0,4 | 1,2 | 13,5 |

## Palmarès
- Campione NCAA (1983)
- NBA All-Rookie First Team (1984)